# The Fearless Vampire Killers
The Fearless Vampire Killers (conocida como El baile de los vampiros en España y La danza de los vampiros en Hispanoamérica) es una película de comedia y de terror de 1967, dirigida por Roman Polanski y protagonizada por Jack MacGowran, Roman Polanski, Alfie Bass y Sharon Tate en sus principales papeles. El guion fue adaptado también como musical con el título de Dance of the Vampires (1997). 
Primera película filmada en color por el director, la cinta se aproxima esta vez al género de vampiros muy en boga en aquella época gracias a películas de la legendaria productora de cine de terror Hammer Productions; pero, a diferencia de esas producciones, el tema se desarrolla en clave de humor y con cierto toque erótico. Polanski se reserva uno de los papeles protagonistas, junto a la que sería su esposa, Sharon Tate.   

## Argumento
A mediados del siglo XIX, el anciano profesor Abronsius (Jack MacGowran) y su joven ayudante Alfred (Roman Polanski) llegan en pleno invierno a una población remota en Transilvania motivados por los extraños sucesos que allí ocurren, los cuales generan sólidas sospechas sobre la posible presencia de vampiros. Se alojan en la posada de Shagal (Alfie Bass), su esposa Rebeca (Jessie Robins) y su hija Sara (Sharon Tate). Pronto Alfred se enamora de la bella Sara, pero ella desaparece y comienza a extenderse el rumor de que ha sido secuestrada por algún vampiro.
Próximo al pueblo existe un castillo en el que habita un aristócrata, el conde von Krolock (Ferdy Mayne) y su hijo, el afeminado Herbert (Iain Quarrier). El profesor es un investigador del vampirismo y desea encontrarse con uno cara a cara, para poder estudiarlo con la certeza de lo verificable, así que él y su ayudante entran al castillo tras las huellas de Sara, la hija extraviada del posadero, en la búsqueda de respuestas científicas al fenómeno de los «no muertos»; respuestas que al fin encontrarán, durante un inesperado baile, que es el que da el título a la película.

## Reparto
- Jack MacGowran como el profesor Abronsius
- Roman Polanski como Alfred
- Alfie Bass como Yoine Shagal
- Jessie Robins como Rebecca Shagal
- Sharon Tate como Sarah Shagal
- Ferdy Mayne como el conde von Krolock
- Iain Quarrier como Herbert von Krolock
- Fiona Lewis como Magda
- Ronald Lacey como el idiota del pueblo
- Sydney Bromley como el conductor de trineo